# Зелена карта
Правото на постоянно жителство в САЩ е още известно като Зелена карта. Зелената карта представлява имигрантска виза, даваща възможност притежателят ѝ да живее, работи, учи в САЩ с почти сходни права като тези на всеки американски гражданин. Той/тя също може и да получи американско гражданство след известен брой години.

## Начини за получаване на зелена карта
Правото на постоянно пребиваване в САЩ може да бъде получено по няколко различни начина.

### Чрез спонсорство от роднина
Притежателите на американско гражданство или в някои случаи постоянно жителство (зелена карта) могат да спонсорират членове на своето семейство за зелена карта.
| Категория | Спонсориране на | Годишна квота | Чакане (за български граждани) към февруари 2013 |
| --------- | --- | ------------- | ------------------------------------------------ |
| IR        | Пряк роднина (съпруг/а от противоположния пол, непълнолетни деца, родители) на американски гражданин (Американският гражданин трябва да има навършени поне 21 години, за да спонсорира своите родители) | Няма квота    | 6 – 12 м.                                        |
| F1        | Неженени синове и неомъжени дъщери (над 21 години вкл.) на американски гражданин | 23 400        | ~ 7 г.                                           |
| F2A       | Съпруг/а от противоположния пол и непълнолетни деца (под 21 години) на притежател на зелена карта | 87 934        | < 2,5 г.                                         |
| F2B       | Неженени синове и неомъжени дъщери (над 21 години вкл.) на притежател на зелена карта | 26 266        | ~ 8 г.                                           |
| F3        | Женени синове и омъжени дъщери на американски гражданин | 23 400        | ~ 10,5 г.                                        |
| F4        | Братя и сестри на пълнолетен американски гражданин | 65 000        | > 11,5 г.                                        |

### По работна линия
Работодатели, отговарящи на определени условия, могат да спонсорират свои работници в различни категории за зелена карта, ако могат да докажат, че няма американски гражданин, който да заеме конкретната позиция. Работниците могат да бъдат както пребиваващи на временни работни визи (H, L, J и други) в САЩ, така и пребиваващи извън пределите на САЩ до получаването на своята имигрантска виза.
| Категория | Спонсориране на | Годишна квота |
| --------- | --- | ------------- |
| EB-1      | Приоритетни кадри. Съществуват три подгрупи: 1. Чуждестранни граждани с изключителни постижения в науките, изкуствата, образованието, бизнеса или спорта; 2. Чуждестранни граждани, които са бележити преподаватели или научни работници, с поне 3-годишен опит в преподаването или научната работа и са известни на международно ниво; 3. Чуждестранни граждани, които са управители или ръководители, подлежащи на международен трансфер в САЩ. | 41 455        |
| EB-2      | Професионалисти, притежаващи следбакалавърска степен на образование (доктор на науките, магистър, или поне пет години интензивен следбакалавърски стаж), или личности с изключителни постижения в науките, изкуствата или бизнеса | 41 455        |
| EB-3      | Квалифицирани кадри, професионалисти и други работници | 41 455        |
| EB-4      | Категория за специални имигранти: религиозни представители, настоящи или бивши служители на американското правителство и други | 10 291        |
| EB-5      | Инвеститори (инвестиращи $500 хил. в незаселени или $1 милион в заселени места в САЩ) | 10 291        |

### Лотария за разнообразяване на имигрантския поток

#### Описание на програмата
Програмата за разнообразяване на имигрантския поток в САЩ (DV), известна като Зелена карта, е одобрена от Конгреса и се ръководи от Държавния департамент. Тази програма се провежда в рамките на всяка финансова година съгласно условията, изложени в член 203(c) от Имиграционния закон. С член 131 от Имиграционния закон от 1990 г. (Публикация L. 101 – 649) се допълва член 203 от Закона за имиграция и натурализация, като по този начин се създава нова имиграционна категория – DV. Съгласно този закон годишно се предоставят 55 000 визи за постоянно пребиваване на лица, родени в страни с нисък процент на имиграция в САЩ. България е включена в списъка със страни, имащи право на участие, през 1994 г.
Програмата DV предоставя визи за постоянно пребиваване в САЩ на кандидати, които отговарят на някои съвсем лесно изпълними, но стриктни условия. Кандидатите за визи биват избирани посредством случаен компютърен подбор на принципа на лотарията. Визите обаче се разпределят между шест географски района, като по-голям брой визи се предоставя на райони с по-нисък процент на имиграция. Не се отделят визи за граждани на държави, които са изпратили повече от 50 000 имигранти в САЩ през последните 5 години. В пределите на даден район нито една държава не може да получи повече от седем процента от наличните визи за една година. Избрани биват двойно повече кандидати и не на всекиго изтеглен е гарантирано, че ще му бъде издадена виза. 
Ако участникът е от държава, която не отговаря на условията за участие, той може да използва държавата на раждане на своя съпруг или родител. В DV-2024 могат да участват български граждани.
От 2019 г. всички участници в лотарията трябваше да предоставят валиден номер на паспорт. През февруари 2022 г. това правило беше отменено от федерален съдия на САЩ.
Съгласно последните инструкции за 2022 г., за да попълнят заявлението за мултилотария, кандидатите ще трябва да предоставят:
- Име;
- Пол;
- Дата на раждане;
- Населено място, в което сте роден;
- Страна на раждане;
- Страна с право на участие в програмата;
- Актуална снимка на кандидата;
- Пощенски адрес;
- Държавата, в която живеете понастоящем;
- Телефон;
- Имейл адрес;
- Най-високата образователна степен, която имате към настоящия момент;
- Семейно положение към момента;
- Брой на децата.

Резултатите от DV-2023 бяха обявени през 2022 г. Според официалната статистика сред наградените има 161 български граждани.

#### Кандидатстване
Кандидатстването е напълно безплатно и се осъществява единствено по електронен път на адрес www.dvlottery.state.gov.
Сайтът е отворен за подаване на заявление за участие в лотарията всяка година, в продължение на близо месец, от началото на октомври до началото на ноември.
Ако бъде получен повече от 1 електронен формуляр с данните за даден кандидат, ще бъдат дисквалифицирани всички формуляри за него, независимо кой е изпратил формуляра. Кандидатите за участие в лотарията могат да подготвят сами електронния формуляр за участие или някой друг да го подготви и изпрати от тяхно име. Необходима е снимка, която трябва да отговаря на стандартните за американските визи условия.
Процесът на регистрация на електронния формуляр за участие би трябвало да завърши с получаването на електронно съобщение, потвърждаващо успешното регистриране на кандидата, съдържащо името му, годината на раждане, потвърдителен код (Confirmation Code) и печат с датата и часа на регистрацията. Кандидатът трябва да запази/отпечата това потвърждение, тъй като това е единственият код, който ще му бъде предоставен и само с него може да провери дали е изтеглен на 1 май идната година на адрес www.dvlottery.state.gov/ESC/.
Уведомителни писма по обикновената поща не се изпращат.
Към електронния формуляр всеки кандидат също трябва да включи информацията и снимката на своите:
– съпруг/а,
– всяко несемейно дете под 21 години, включително всички родни деца, законно осиновени или доведени деца на двамата съпрузи от всички бракове, настоящи и предишни (ако има такива), дори ако детето не живее заедно с кандидата или няма планове да имигрира при евентуално изтегляне.
Ако не включи гореописаните членове на своето семейство, рискува да бъде дисквалифициран при евентуално изтегляне. Друго важно условие е кандидатът да притежава Диплома за средно или средно-специално образование или поне 2 години трудов стаж в област, отговаряща на условията според инструкциите.